# Luogotenente (Italia)
Luogotenente è un grado militare delle forze armate italiane, al vertice della categoria Sottufficiali. Va distinto dal Luogotenente generale, un antico grado delle forze armate, corrispondente all'attuale tenente generale. 
Nella Polizia di Stato e nella polizia penitenziaria corrisponde al sostituto commissario. 
Il grado inferiore nell'Esercito, nella Marina e nell'Aeronautica è primo maresciallo, mentre nell'Arma dei Carabinieri è maresciallo maggiore e nella Guardia di Finanza maresciallo aiutante. Nella Polizia di Stato e nella polizia penitenziaria è sostituito ispettore superiore. 
Il grado superiore nell'Esercito, nella Marina e nell'Aeronautica è Primo Luogotenente, mentre nell'Arma dei Carabinieri è luogotenente "carica speciale", nella Guardia di Finanza è luogotenente "cariche speciali", nella Polizia di Stato e nella polizia penitenziaria è sostituito commissario coordinatore. 

## Storia
Il grado è stato modificato nel 2017 29 maggio 2017, n. 94 - "Disposizioni in materia di riordino dei ruoli e delle carriere del personale delle Forze armate", e ha sostituito le precedenti qualifiche di Primo maresciallo luogotenente dell'Esercito, della Marina e dell'Aeronautica, mentre nei Carabinieri e nella Guardia di Finanza alla denominazione - che era già presente - è stato aggiunto il grado successivo di Luogotenente Carica Speciale. 
La qualifica di primo maresciallo luogotenente e, nella Guardia di finanza, di luogotenente, veniva attribuita a coloro che avevano raggiunto il grado più elevato del ruolo marescialli/ispettori, che è quello di primo maresciallo nell'Esercito, nella Marina e nell'Aeronautica, di maresciallo aiutante nell'Arma dei Carabinieri e di maresciallo aiutante nella Guardia di Finanza, ma a differenza dell'attuale grado di luogotenente, non erano gradi a sé stanti, ma qualifiche che assegnavano un rango preminente tra coloro che hanno raggiunto il grado più elevato del ruolo marescialli/ispettori. Con il riordino dei ruoli e delle carriere del personale delle Forze armate, nel 2017 è stata introdotta nell'Esercito, in Marina e nell'Aeronautica la qualifica di Primo luogotenente e la qualifica di Luogotenente Carica Speciale  nei Carabinieri e nella Guardia di Finanza, Luogotenente è il grado più alto dei sottufficiali.
Alla qualifica di primo maresciallo luogotenente o di Luogotenente avevano accesso coloro che avevano un'anzianità di almeno 8 anni nel grado di primo maresciallo per il personale militare dell'Esercito italiano, della Marina Militare e dell'Aeronautica Militare, un'anzianità di servizio di almeno 8 anni nel grado di maresciallo maggiore/maresciallo aiutante SUPS nell'Arma dei carabinieri e un'anzianità di servizio di almeno 8 anni nel grado di Maresciallo aiutante nella Guardia di Finanza.
Il distintivo di grado di luogotenente è uguale a quello della precedente qualifica di primo maresciallo luogotenente dell'Esercito della Marina e dell'Aeronautica; nei Carabinieri è uguale a quello precedente di maresciallo aiutante luogotenente, mentre nella Guardia di Finanza distintivo e denominazione di qualifica sono rimasti immutati.

## Nelle forze armate

### Esercito
Il distintivo di grado è costituito da tre barrette d'oro bordate di rosso e da una stelletta d'oro bordata di rosso, identica alla precedente qualifica di primo maresciallo luogotenente.

L'insegna per controspallina del Luogotenente dell'Esercito Italiano

### Marina
Il distintivo di grado è costituito da tre binari blu bordati di rosso e da una stelletta d'oro bordata di rosso. Viene indossato sulla spalla dell'uniforme invernale e sul controspallino dell'uniforme estiva.

Il distintivo applicato sulla spalla dell'uniforme ordinaria invernale
Il distintivo per controspallina delle uniformi ordinaria e di servizio estiva
Fregio da berretto rigido per sottufficiali e ruolo truppa in servizio permanente della Marina Militare

### Aeronautica
Il suo distintivo di grado è costituito da tre barrette d'oro screziate di blu, bordate di rosso e da una stelletta d'oro bordata di rosso.

L'insegna per controspallina del Luogotenente dell'Aeronautica Militare

### Carabinieri
Il distintivo di grado di luogotenente è costituito da tre barrette d'argento bordate di rosso e da una stelletta d'oro bordata di rosso.
Generalmente a coloro che hanno il grado  di luogotenente vien affidato il comando di stazione, tuttavia possono diventare "comandante di stazione" anche semplici marescialli.. 
Talvolta ad un luogotenente può venire affidato il comando di un plotone all'interno di un reggimento o di un battaglione. 

Controspallina di luogotenente dell'Arma dei Carabinieri.
Distintivo da braccio (solo sinistro) per "comandante di stazione".
Fregio da cappello, granata sfuggente, dorata a 13 punte su panno nero per marescialli, ufficiali inferiori e ufficiali superiori dell'Arma dei carabinieri

### Guardia di finanza
Il distintivo di grado di luogotenente della Guardia di Finanza è costituito da tre barrette d'oro bordate di rosso e da una stelletta d'oro bordata di rosso.

Distintivo di grado per controspallina di Luogotenente della GdF

## Comparazione con le qualifiche dei corpi ad ordinamento civile

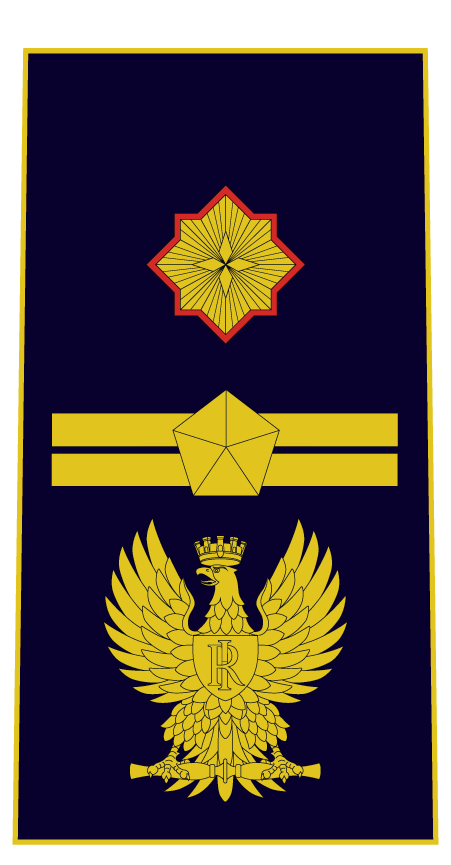
Distintivo di qualifica su controspallina di ispettore superiore sostituto commissario della Polizia di Stato
Distintivo di qualifica su controspallina di ispettore superiore sostituto commissario della Polizia Penitenziaria
Sostituto direttore antincendi capo del Corpo Nazionale dei Vigili del Fuoco